# Eugnosta acanthana
Eugnosta acanthana är en fjärilsart som beskrevs av Józef Razowski 1967. Eugnosta acanthana ingår i släktet Eugnosta och familjen vecklare. Inga underarter finns listade i Catalogue of Life.